# طاحونة جردوك المائية
طاحونة جردوك المائيّة هي طاحونة مائية تاريخية تعود إلى عصر الدولة القاجارية، وتقع في جردوي. وتم تسجيل هذه الطاحونة مائية في 18 نوفمبر 2006 مع رقم تسجيل 16481 باعتباره أحد التراث الوطني الإيراني.